# Chaenopsis roseola
Chaenopsis roseola es una especie de pez del género Chaenopsis, familia Chaenopsidae. Fue descrita científicamente por Hastings & Shipp en 1981.
Se distribuye por el Atlántico Occidental: Estados Unidos. La longitud estándar (SL) es de 4,3 centímetros. Está clasificada como una especie marina inofensiva para el ser humano.